# Przygody barona Münchhausena (film)
Przygody barona Münchhausena (fr. Les fabuleuses aventures du légendaire baron de Münchausen, 1978) – francusko-węgierski film animowany w reżyserii Jeana Image’a na podst. opowieści Przygód barona Münchhausena w wersji Gottfrieda Augusta Bürgera.

## Obsada głosowa
| Postać              | Wersja francuska   | Wersja węgierska       | Wersja węgierska         |
| Postać              | Wersja francuska   | Pierwsza wersja z 1981 | Druga wersja z 2010 roku |
| ------------------- | ------------------ | ---------------------- | ------------------------ |
| baron Münchhausen   | Dominique Paturel  | Róbert Rátonyi         | Gyula Szombathy          |
| Johann              | Michel Modo        | József Gyabronka       | Zoltán Rajkai            |
| Herkules            | Jacques Marin      | László Vajda           | Gábor Vass               |
| Huragan             | Alexandre Rignault | János Gálvölgyi        | Frigyes Hollósi          |
| Nemrod              | Maurice Chevit     | András Márton          | Attila Bardóczy          |
| „Słucham”           | Michel Élias       | István Kovács          | Péter Gábor Vincze       |
| Irena               | Francine Lainé     | Brak danych            | Andrea Mahó              |
| pies Dana           | –                  | Balázs Szuhay          | Gábor Melis              |
| sułtan              | Michel Élias       | Brak danych            | István Mikó              |
| pasza               | Olivier Hussenot   | Brak danych            | Erzsi Pásztor            |
| przewodniczący sądu | Brak danych        | Brak danych            | Péter Benkő              |
| pisarz sądowy       | Brak danych        | Brak danych            | Szabolcs Seszták         |

## Wersja polska
Wersja polska: Studio Opracowań Filmów w Warszawie

Reżyser: Zofia Dybowska-Aleksandrowicz

Dialogi polskie: Krystyna Skibińska-Subocz

Wystąpili
- Piotr Fronczewski – baron Münchhausen
- Kazimierz Brusikiewicz – Johann
- Czesław Mroczek – Herkules
- Czesław Lasota – Huragan
- Michał Bajor – Nemrod
- Krzysztof Kołbasiuk – Nemrod
- Jacek Czyż – „Słucham”
- Andrzej Gawroński – Pies Dana
- Wiesław Drzewicz – Przewodniczący sądu
- Tadeusz Włudarski – pisarz sądowy
- Krystian Tomczak – prokurator
- Alina Bukowska – ptaszek